# پیتر اردو
پیتر اردو (مجاری: Erdő Péter ،تلفظ‌شده به صورت [ˈɛrdø: ˈpe:tɛr] ; زادهٔ ۲۵ ژوئن ۱۹۵۲) کاردینال مجارستانی کلیسای کاتولیک روم است که از سال ۲۰۰۳ به عنوان اسقف اعظم استرگوم-بوداپست و پیشوای مجارستان خدمت کرده است.